# Masdevallia calcarata
Masdevallia calcarata är en orkidéart som beskrevs av Carlyle August Luer och V.N.M.Rao. Masdevallia calcarata ingår i släktet Masdevallia och familjen orkidéer.
Artens utbredningsområde är Peru. Inga underarter finns listade i Catalogue of Life.